# Kajinga
Kajinga  (ou Kajunga, Katjinga) est une localité du Cameroun située dans le département du Manyu et la Région du Sud-Ouest, à proximité de la frontière avec le Nigeria. Elle fait partie de la commune d'Akwaya et du canton d'Assumbo.

## Population
La localité comptait 297 habitants en 1953, puis 544 en 1967, des Assumbo du clan Ochebe. À cette date elle disposait d'un marché et d'une école catholique (1965).
Lors du recensement de 2005, on y a dénombré 2 490 personnes.